# Pedro Paulinho
Pour les articles homonymes, voir Paulinho (homonymie).
Moreira Paulinho est un nom portugais ; le premier nom de famille (d'usage facultatif) est Moreira et le second est Paulinho.
Pedro Miguel Moreira Paulinho, né le 27 mai 1990, est un coureur cycliste portugais. 

## Biographie
Pedro Paulinho est issue d'une famille de cycliste. Son père Jacinto est coureur cycliste professionnel dans les années 1980. Ses deux frères Claudio et Sérgio (vice-champion olympique en 2004) sont également passés professionnels.

## Palmarès sur route

### Par année
- 2006
  -  Champion du Portugal du contre-la-montre cadets
  - 3e du championnat du Portugal sur route cadets
- 2008
  - 3e du championnat du Portugal sur route juniors
- 2010
  - 4e étape du Tour du Portugal de l'Avenir
  - 4e étape du Tour de Madère
  - 2e du championnat du Portugal sur route espoirs
  - 3e du championnat du Portugal du contre-la-montre espoirs
- 2011
  - 2e étape du Tour du Portugal de l'Avenir
- 2012
  -  Champion du Portugal sur route espoirs
- 2013
  - Circuit de Nafarros
  - Grande Prémio Onda-Boavista
  - 4e étape du Tour du Portugal de l'Avenir
- 2014
  - Taça Nacional de Circuitos
  - Challenge de Loulé
  - Circuit de Curia
  - Circuito de São Bernardo
  - Circuito de Viseu
  - 2e du Circuit de Malveira
- 2015
  - Clássica da Primavera
  - Grande Prémio Anicolor
  - 2e du Circuito de São Bernardo
- 2016
  - Volta a Albergaria
- 2018
  - 3e du Mémorial Bruno Neves

### Classements mondiaux
| Année           | 2015 |
| --------------- | ---- |
| UCI Europe Tour | 581e |

## Palmarès sur piste

### Championnats nationaux
- 2009
  - 2e du championnat du Portugal de poursuite par équipes juniors
  - 2e du championnat du Portugal de course aux points juniors
  - 2e du championnat du Portugal de vitesse juniors
- 2012
  -  Champion du Portugal de course aux points espoirs
  - 2e du championnat du Portugal de poursuite espoirs